# Episodi di Harry O (seconda stagione)
La seconda stagione della serie televisiva Harry O è stata trasmessa in anteprima negli Stati Uniti d'America dalla ABC tra l'11 settembre 1975 e il 29 aprile 1976.
| nº | Titolo originale                           | Titolo italiano | Prima TV USA      | Prima TV Italia |
| -- | ------------------------------------------ | --------------- | ----------------- | --------------- |
| 1  | Anatomy of a Frame                         |                 | 11 settembre 1975 |                 |
| 2  | One for the Road                           |                 | 18 settembre 1975 |                 |
| 3  | Lester Two                                 |                 | 25 settembre 1975 |                 |
| 4  | Shades                                     |                 | 2 ottobre 1975    |                 |
| 5  | Portrait of a Murder                       |                 | 20 novembre 1975  |                 |
| 6  | The Acolyte                                |                 | 16 ottobre 1975   |                 |
| 7  | Mayday                                     |                 | 23 ottobre 1975   |                 |
| 8  | Tender Killing Care                        |                 | 30 ottobre 1975   |                 |
| 9  | APB Harry Orwell                           |                 | 6 novembre 1975   |                 |
| 10 | Group Terror                               |                 | 13 novembre 1975  |                 |
| 11 | Reflections                                |                 | 9 ottobre 1975    |                 |
| 12 | Exercise in Fatality                       |                 | 4 dicembre 1975   |                 |
| 13 | The Madonna Legacy                         |                 | 11 dicembre 1975  |                 |
| 14 | Mister Five and Dime                       |                 | 8 gennaio 1976    |                 |
| 15 | Book of Changes                            |                 | 15 gennaio 1976   |                 |
| 16 | Past Imperfect                             |                 | 22 gennaio 1976   |                 |
| 17 | Hostage                                    |                 | 19 febbraio 1976  |                 |
| 18 | Forbidden City                             |                 | 26 febbraio 1976  |                 |
| 19 | Victim                                     |                 | 4 marzo 1976      |                 |
| 20 | Ruby                                       |                 | 11 marzo 1976     |                 |
| 21 | The Mysterious Case of Lester and Dr. Fong |                 | 18 marzo 1976     |                 |
| 22 | Death Certificate                          |                 | 29 aprile 1976    |                 |